# Anaphe dempwolffi
Anaphe dempwolffi är en fjärilsart som beskrevs av Embrik Strand. Anaphe dempwolffi ingår i släktet Anaphe och familjen tandspinnare. Inga underarter finns listade i Catalogue of Life.